# مرثیه‌ای برای رؤیای آمریکایی
کتاب مرثیه‌ای برای رؤیای آمریکایی: 10 اصل تمرکز ثروت و قدرت اثر نوآم چامسکی، فعال سیاسی و زبان‌شناس است که توسط پیتر هاچینسون، کلی نیکس و جرد پی اسکات ایجاد و ویرایش شد. این کتاب تحلیل چامسکی از نئولیبرالیسم را ارائه می‌کند. این کتاب بر تمرکز ثروت و قدرت در ایالات متحده در طول چهل سال گذشته تمرکز دارد و نابرابری درآمد را تجزیه و تحلیل می‌کند. این کتاب توسط انتشارات هفت داستان در سال 2017 منتشر شده‌است.

## خلاصه داستان
این کتاب نمودار تحلیل چامسکی از تمرکز ثروت از دهه ۱۹۷۰ تا کنون است. چامسکی روشی را تحلیل می‌کند که در آن روابط قدرت از اواخر دهه ۱۹۴۰ تا کنون به نام «منافع پلوتوکراتی» تغییر یافت. این تغییر در روابط قدرت به حمله‌ای به افراد طبقه پایین و متوسط ختم می‌شود که در دهه‌های اخیر و در خلال برتری آنچه به عنوان "نئولیبرالیسم" شناخته می‌شود - با ریاضت مالی برای فقرا و کاهش مالیات و سایر یارانه‌ها برای اقلیت ثروتمند تشدید شده‌است." چامسکی بیشتر به این موضوع علاقه‌مند است که چگونه ظهور مالی‌گرایی، که «فرایندی است که در آن بازارهای مالی، مؤسسات مالی و نخبگان مالی تأثیر بیشتری بر سیاست‌های اقتصادی و نتایج اقتصادی کسب می‌کنند» بر زندگی عمومی در آمریکا تأثیر می‌گذارد و به آن شکل می‌دهد و منجر به تمرکز ثروت و قدرت در افراد و مؤسسات نخبه می‌شود. نشان داده شده‌است که این امر منجر به پدیده‌هایی مانند ثروتمندترین افراد جهان به اندازه ثروت نیمه پایین جهان می‌شود.

### خلاصه ده اصل
چامسکی با مشاهده این نکته شروع می‌کند که تمرکز ثروت باعث تمرکز قدرت می‌شود، به‌ویژه با افزایش سرسام‌آور هزینه‌های انتخابات، که احزاب سیاسی را وادار به اتصال به جیب شرکت‌های بزرگ می‌کند. سپس این قدرت سیاسی به سرعت به قانون‌گذاری تبدیل می‌شود که تمرکز ثروت را افزایش می‌دهد. از این رو، سیاست‌های مالی مانند سیاست مالیاتی، مقررات‌زدایی، قوانین حاکمیت شرکتی و طیف وسیعی از اقدامات سیاسی، تمرکز ثروت و قدرت را افزایش می‌دهد که به نوبه خود، قدرت سیاسی بیشتری را به ثروتمندان می‌دهد. کتاب حول محور آنچه چامسکی استدلال می‌کند، ۱۰ اصل است که منجر به این تمرکز ثروت و قدرت می‌شود سازماندهی شده‌است.
1. کاهش دموکراسی: جیمز مدیسون، یکی از بنیانگذاران قانون اساسی ایالات متحده، خاطرنشان کرد که با دموکراسی بیشتر، فقرا می‌توانند به هم بپیوندند و دارایی ثروتمندان را از بین ببرند، به قول خودش "نگرانی اصلی جامعه"، باید برای محافظت از اقلیت ثروتمندان در برابر اکثریت باشد." سیاست ارسطو به همین معضل اشاره می‌کند، اما راه حل متفاوتی را پیشنهاد می‌کند، به جای «کاهش دموکراسی» پیشنهاد می‌کند که نابرابری‌ها را با آنچه امروزه دولت رفاه می‌نامیم کاهش دهد. ایالات متحده شاهد یک درگیری مداوم بین فشار برای آزادی بیشتر و دموکراسی (از پایین) و کنترل نخبگان (از بالا) بوده‌است. به عنوان مثال، دهه ۱۹۶۰ دوره دموکراتیک شدن قابل توجهی بود که طی آن آگاهی در مورد حقوق اقلیت‌ها، حقوق زنان، محیط زیست و جنگ تغییر کرد.
2. شکل دهی ایدئولوژی: این دوره دموکراسی‌سازی با واکنش شدید شرکت‌های چندملیتی و مؤسسات مالی در دهه ۱۹۷۰ همراه شد. در سمت راست، یادداشت پاول هشدار داد که تجارت در حال از دست دادن کنترل جامعه است و باید کاری برای کنترل این نیروها انجام شود. در سمت لیبرال، ایده‌های مشابهی مطرح شد. اولین گزارش اصلی کمیسیون سه جانبه دربارهٔ «بحران دموکراسی»، به‌طور دقیق‌تر «افراط در دموکراسی» هشدار می‌دهد. در این گزارش، لیبرال‌ها به‌ویژه نگران این بودند که «جوانان بیش از حد آزاد و مستقل می‌شوند» و مدارس و دانشگاه‌ها مسئول «تلقین به جوانان» هستند. جالب اینجاست که در این گزارش هرگز به تجارت خصوصی اشاره‌ای نشده‌است. این غفلت را می‌توان به عنوان تجارت خصوصی که عملاً منافع ملی است تفسیر کرد.
3. بازطراحی اقتصاد
4. انتقال بار مسئولیت
5. به همبستگی حمله کنید
6. رگولاتورها را اجرا کنید
7. مهندسی انتخابات
8. کنترل توده مردم
9. رضایت ساخت
10. به حاشیه راندن جمعیت

## پذیرایی
استقبال از این امر به‌طور کلی مثبت بوده‌است، به‌طوری که پابلیشرز ویکلی می‌گوید: «چامسکی و همکارانش بررسی ادراکی و آشکاری از نیروهایی که نابرابری آمریکا را به وجود می‌آورند، ایجاد کرده‌اند.»

## فیلم
یک فیلم مستند به همین نام، مرثیه‌ای برای رویای آمریکایی، با حضور نوام چامسکی و کارگردانی پیتر دی. هاچیسون، کلی نیکس و جرد پی اسکات در سال ۲۰۱۵ منتشر شد.